# Stenløse
Stenløse 	is een plaats en voormalige gemeente in Denemarken.

## Voormalige gemeente
De oppervlakte bedroeg 65,36 km². De voormalige gemeente telde 13.384 inwoners waarvan 6640 mannen en 6744 vrouwen (cijfers 2005).
Sinds begin 2007 behoort de plaats tot gemeente Egedal.

## Plaats
De plaats Stenløse telt 5.770 inwoners (2009). Sinds 2010 is de plaats samengegaan met Ølstykke en vormt het de stad (by) Ølstykke-Stenløse met 20.665 inwoners (2011).